# Jung Seung-hyun
Dans ce nom coréen, le nom de famille, Jung, précède le nom personnel.
Jung Seung-hyun (en coréen : 정승현), né le 3 avril 1994 à Incheon en Corée du Sud, est un footballeur international sud-coréen, qui évolue au poste de défenseur central. Il joue actuellement pour Ulsan HD.

## Biographie

### Carrière internationale
Il fait partie de la liste des 18 joueurs sud-coréens sélectionnés pour disputer les Jeux olympiques d'été de 2016. Lors du tournoi olympique qui se déroule au Brésil, il dispute quatre rencontres. La Corée du Sud est éliminée en quart de finale par le Honduras.
Il participe à la Coupe d'Asie de l'Est de 2017. Le 12 décembre 2017, il honore sa première sélection contre la Corée du Nord lors de la deuxième rencontre du tournoi. Le match se solde par une victoire de 1-0. La Corée du Sud remporte la Coupe d'Asie de l'Est.
Le 2 juin 2018, il fait partie de la liste des 23 joueurs sud-coréens sélectionnés pour disputer la Coupe du monde de 2018 en Russie. Il ne dispute aucune rencontre durant le tournoi.

## Palmarès
- Avec la  Corée du Sud
  - Vainqueur de la Coupe d'Asie de l'Est en 2017
  - Finaliste du championnat d'Asie des moins de 23 ans en 2016

## Statistiques
| Saison                | Club                  | Championnat           | Championnat | Championnat | Coupe(s) nationale(s) | Coupe(s) nationale(s) | Compétition(s) continentale(s) | Compétition(s) continentale(s) | Compétition(s) continentale(s) | Corée du Sud | Corée du Sud | Total | Total |
| Saison                | Club                  | Division              | M.          | B.          | M.                    | B.                    | Comp.                          | M.                             | B.                             | M.           | B.           | M.    | B.    |
| 2015                  | Ulsan Hyundai         | K League              | 18          | 0           | 1                     | 0                     | -                              | -                              | -                              | -            | -            | 19    | 0     |
| 2016                  | Ulsan Hyundai         | K League              | 19          | 1           | 2                     | 0                     | -                              | -                              | -                              | -            | -            | 21    | 1     |
| 2017                  | Ulsan Hyundai         | K League              | 12          | 0           | -                     | -                     | LCA                            | 5                              | 0                              | -            | -            | 17    | 0     |
| Sous-total            | Sous-total            | Sous-total            | 49          | 1           | 3                     | 0                     | -                              | 5                              | 0                              | 0            | 0            | 57    | 1     |
| 2017                  | Sagan Tosu            | J League              | 16          | 1           | -                     | -                     | -                              | -                              | -                              | 2            | 0            | 18    | 1     |
| 2018                  | Sagan Tosu            | J League              | 11          | 1           | 3                     | 0                     | -                              | -                              | -                              | 4            | 0            | 18    | 1     |
| Sous-total            | Sous-total            | Sous-total            | 27          | 2           | 3                     | 0                     | -                              | 0                              | 0                              | 6            | 0            | 36    | 2     |
| 2018                  | Kashima Antlers       | J League              | 0           | 0           | 0                     | 0                     | -                              | -                              | -                              | -            | -            | 0     | 0     |
| Sous-total            | Sous-total            | Sous-total            | 0           | 0           | 0                     | 0                     | -                              | 0                              | 0                              | 0            | 0            | 0     | 0     |
| Total sur la carrière | Total sur la carrière | Total sur la carrière | 76          | 3           | 6                     | 0                     | -                              | 5                              | 0                              | 6            | 0            | 93    | 3     |